# 嘛南維
嘛南維（1897年12月22日—1956年2月），又称耳语女神、许愿女神（泰語： 或 ），是缅甸和泰国北部地区信仰的一位女神，其中泰语的为耳边低声细语之意。相传嘛南維为水龙王的女儿。
许愿时可以在耳边将愿望或生活困难告诉她，嘛南維能愿意帮助。

## 形象
嘛南维为头戴白花、身穿绿色缅甸传统服装、合掌跪坐的祈祷少女形象。而在泰国，其发辫披向左肩，身穿类似汉服对襟半臂的紫红色泰装，呈泰式跪坐（พับเพียบ）姿势。

## 生平
1897年12月22日，嘛南维出生于英属缅甸抹谷。她是苏巴的后裔，也是Chan Thar和Nann Kham的女儿。15岁时在印度接受教育，并于1926年获得学士学位。来自抹谷的政要想娶她，但她拒绝了。她是一位虔诚的佛教徒，从小茹素。1942年，嘛南维在梦中遇到了一位身穿白袍的老人，告诉她应该搬到仰光去弘扬佛法；于是她搬到了仰光，每天到波德堂佛塔中参拜。由于她身穿绿衣，被称为“绿色公主”。她为宗教工作做出了贡献，包括在第二次世界大战期间被摧毁的波德堂佛塔的重建。

## 神化

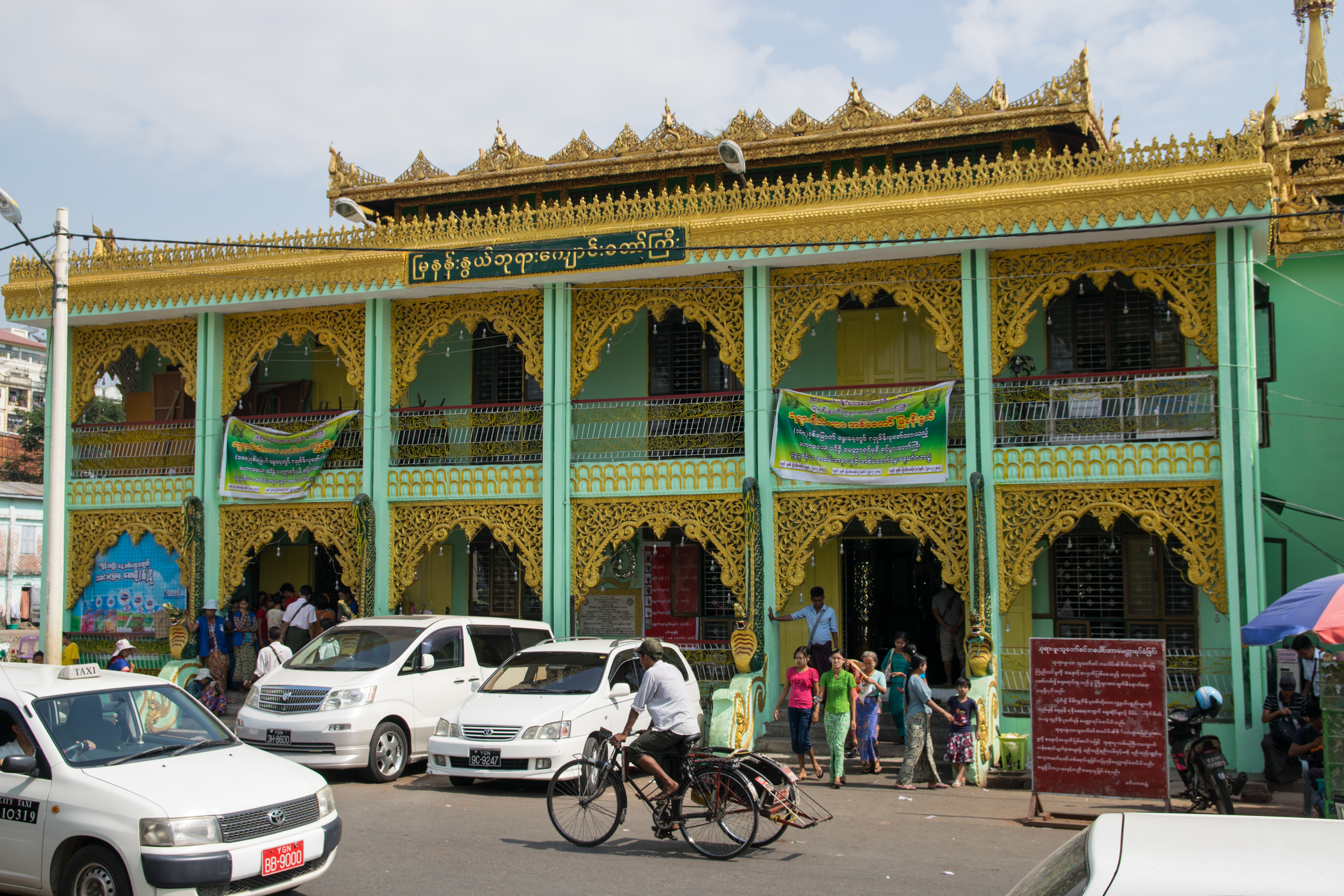
波特涛塔对面的嘛南维神殿

嘛南维于1956年2月在抹谷逝世，死于与长期哮喘有关的并发症。在她死后成为了一个受人尊敬的人物。1990年，她的神龛伫立在波特涛塔内，从那时起，她被崇拜为嘛南维提毗（女神），她有能力满足那些向她寻求帮助的人的愿望。众所周知，她是守卫宝塔的那伽。数以百计的人来到此地捐赠奉献，并祈求姐妹们的祝福。

### 传入泰国
泰北高僧古巴阿里雅查将嘛南维信仰带入泰国，供奉在清莱府的宝光菩提禅寺中。

## 图库

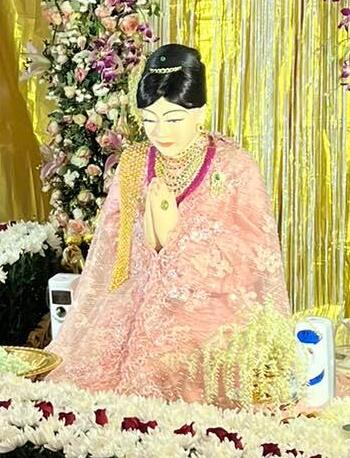
粉衣嘛南维
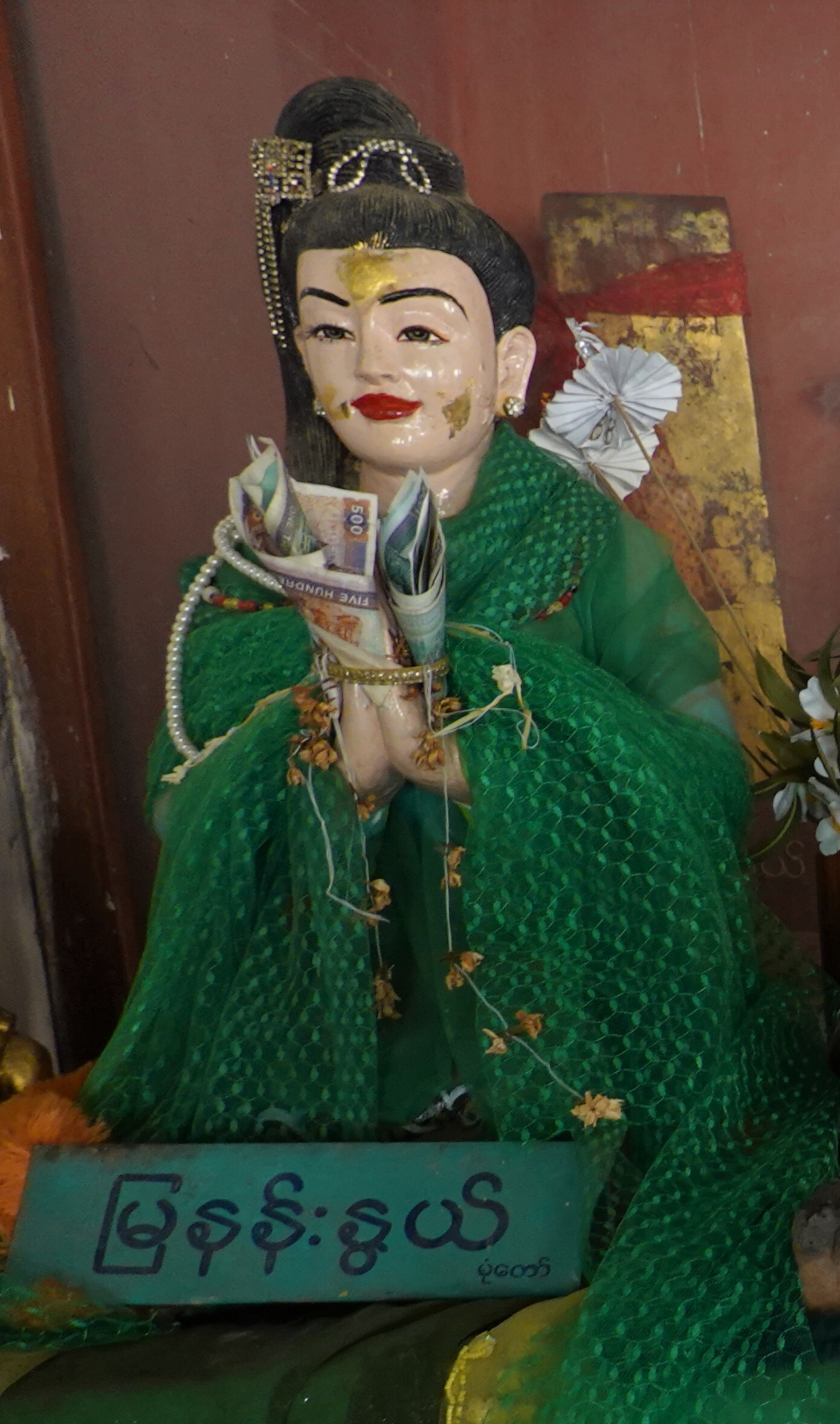
瑞喜宮佛塔供奉的嘛南维像
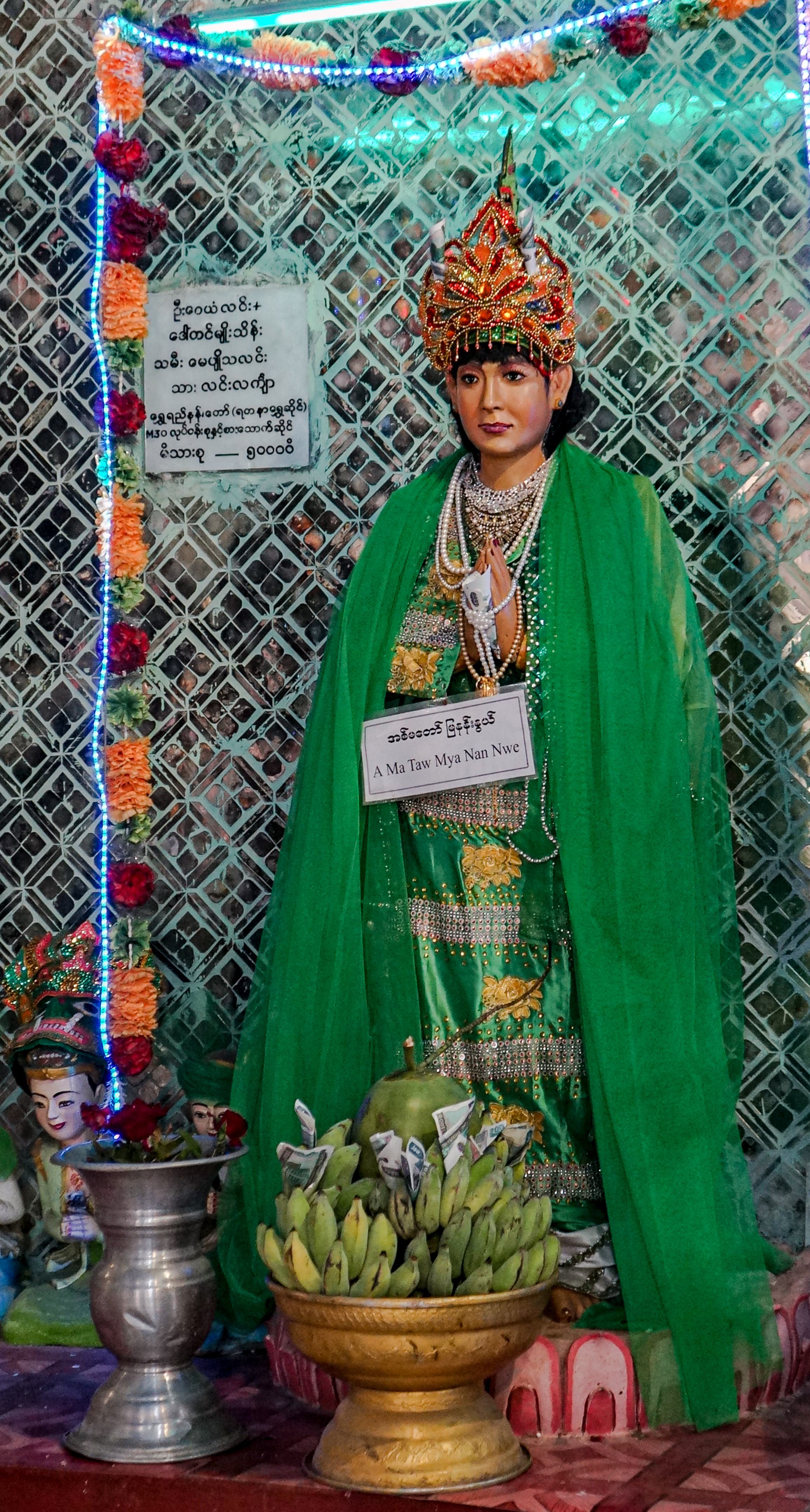
供奉在波巴山的嘛南维立像，与常见的跪姿不同

## 备注
1. ↑  巴利语，含义为：「财富资粮，广大丰盈；涤荡尘障，净化无染——祈请女神降临！」